# Primer contacte

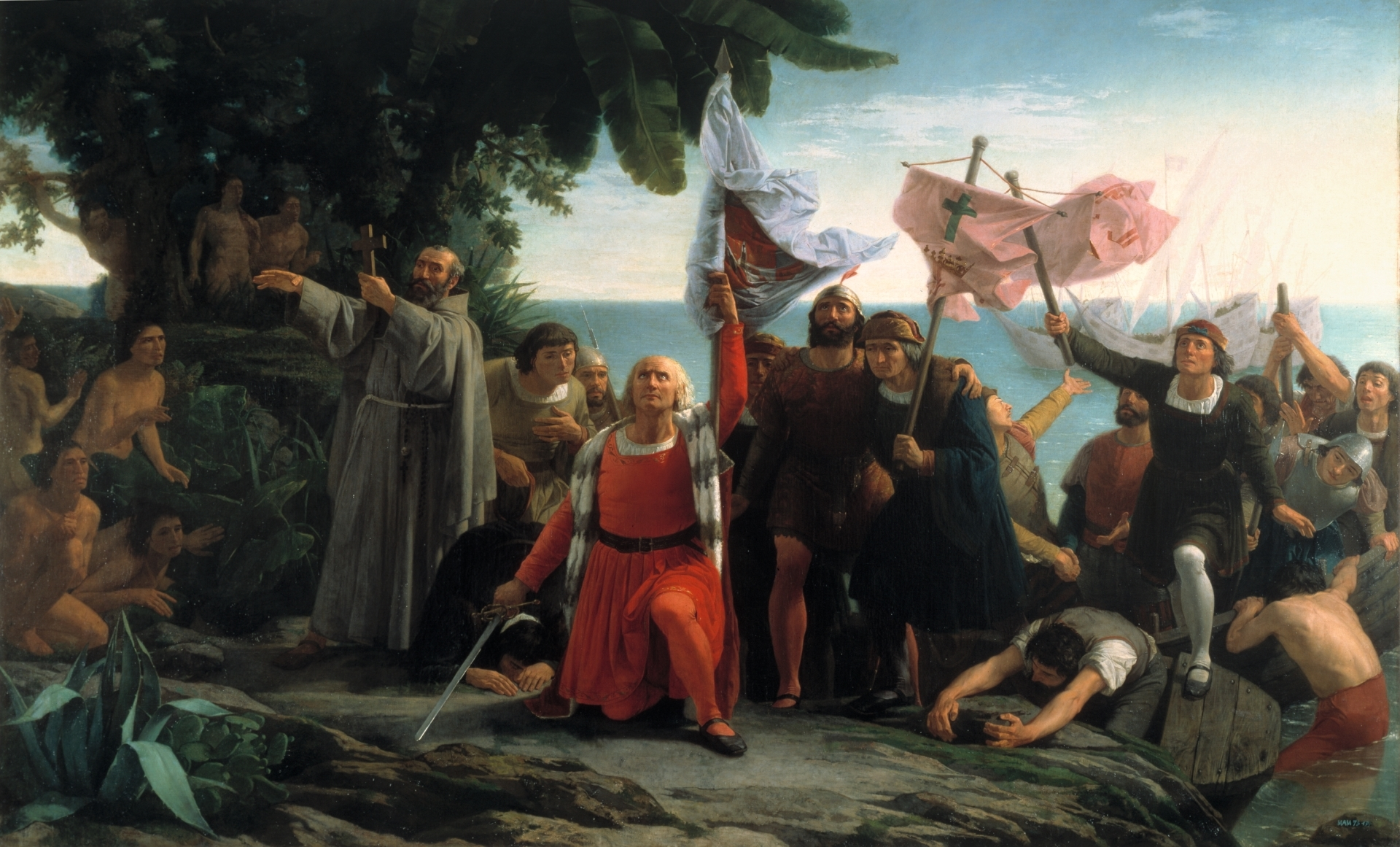
Quadre en representació del Descobriment d'Amèrica. Pintura de Dióscoro Puebla, (Exposició Nacional (1862), Medalla de Primera classe)

Primer contacte és un terme usat per referir-se a la primera trobada entre dues cultures que desconeixen la seva existència mútua. L'exemple més conegut és la trobada entre els espanyols i els arawaks, que bé pot expandir-se cap al primer contacte entre Europa en general i l'Amèrica precolombina en general.
Aquest tipus de contacte és descrit sovint per un o dos grups com "descobriment", sobretot per la societat més desenvolupada tecnològicament. A més, és la societat tecnològicament més complexa la que és capaç de viatjar a una nova regió geogràfica per descobrir i fer contacte amb la societat més aïllada i menys desenvolupada tecnològicament, el que porta a aquest marc de referència. No obstant això, alguns s'oposen a l'aplicació d'aquesta paraula als éssers humans, pel que en general es prefereix "primer contacte". L'ús del terme "descobriment" tendeix a ocórrer més en referència a geografia de les cultures; per a un exemple d'un debat descobriment comú, vegeu Descobriment d'Amèrica.
El registre històric indica que quan una cultura és molt més avançada tecnològicament que l'altre, aquest costat es veurà afavorit per la naturalesa disruptiva de conflictes, sovint amb conseqüències nefastes per a l'altra societat. La introducció de malalties també pot tenir un paper, i ha treballat en benefici d'ambdues societats, la més avançada tecnològicament i la que menys; per exemple, de manera negativa per a les civilitzacions indígenes americanes i de forma positiva per als africans i altres.
El resultat posterior a un primer contacte pot ser la pau o la guerra, depenent entre altres coses del context intern de cada participant en el seu moment i del seu desenvolupament tecnològic comparat.
El contacte amb una cultura desconeguda exerceix un alt impacte en les cultures involucrades, per la producció cultural de l'altra cultura, generalment diferent, i també per la necessitat d'incorporar-ne tot el coneixement relatiu dins de la cultura pròpia.
La ficció referida al tema és un lloc comú de la ciència-ficció i la fantasia. La ciència-ficció sol abordar el tema des de la perspectiva d'un hipotètic primer contacte entre la humanitat i alguna espècie extraterrestre.